# Apoera
Apoera również Apura − miasto w zachodnim Surinamie (dystrykt Sipaliwini).